# Olympische Winterspelen 1936

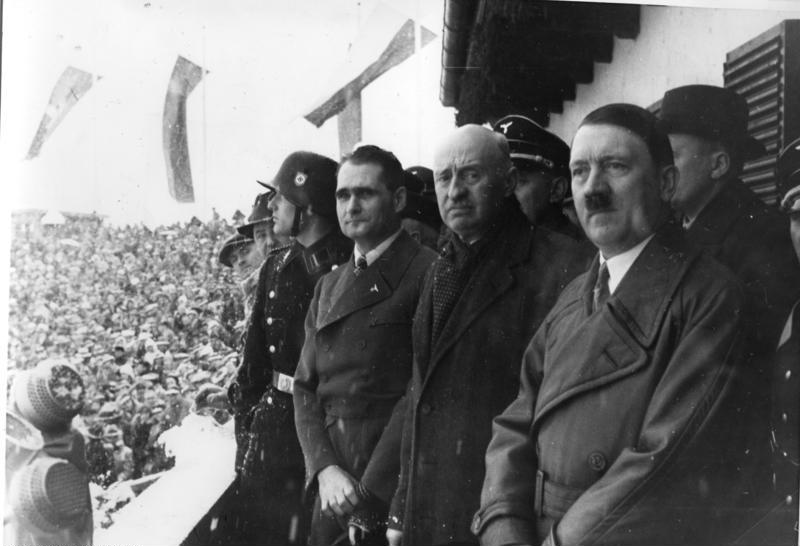
Adolf Hitler en Rudolf Hess tijdens de openingsceremonie

De IVe Olympische Winterspelen werden in 1936 gehouden in Garmisch-Partenkirchen, Duitsland. Ook Sankt Moritz (Zwitserland) had zich kandidaat gesteld. Er waren 619.000 toeschouwers, een nieuw record.

## Hoogtepunten
- Voor het eerst stond het alpineskiën, zowel voor mannen als voor vrouwen, op het programma. Door het IOC werden ski-instructeurs aangemerkt als professionals en deze mochten daarom niet meedoen aan de Spelen, die op dat moment alleen open stonden voor amateurs. De Oostenrijkse en Zwitserse skiërs besloten daarop de Spelen te boycotten. Deze onenigheid hield aan en er werd besloten dat alpineskiën in 1940 niet meer op het programma zou worden opgenomen. Het alpineskiën werd gewonnen door twee Duitsers: bij de mannen Franz Pfnür en bij de vrouwen Christl Cranz.
- De Noorse Sonja Henie wist haar derde olympische titel te winnen bij het kunstschaatsen.
- Ivar Ballangrud uit Noorwegen won bij het langebaanschaatsen op alle vier de afstanden een medaille, waaronder drie gouden op de 500, 5.000 en 10.000 meter. Op de 1.500 meter won hij zilver.
- Groot-Brittannië onttroonde Canada als olympisch kampioen bij het ijshockey. Hierbij moet wel aangetekend worden dat tien van de twaalf "Britse" spelers in Canada woonden.

## Nederlandse prestaties
- Tijdens de openingsceremonie werd de Nederlandse vlag gedragen door de bobsleeër Sam Dunlop.
- Bij de combinatie (alpineskiën) was Gratia Schimmelpenninck van der Oye een van de kanshebbers. Zij was voor Nederland de eerste vrouwelijke deelneemster aan de Olympische Winterspelen. Een val bij de slalom zorgde ervoor dat zij slechts veertiende werd in het eindklassement.
- Nederland won geen medailles. Jan Langedijk kwam bij het schaatsen het dichtste bij het podium: hij werd vierde op de 5 en zesde op de 10 kilometer.

## Belgische prestaties
- België werd op verschillende disciplines vertegenwoordigd in Duitsland. Er waren Belgische atleten in het bobsleeën, het kunstschaatsen, het ijshockey, het skiën en het hardrijden op de schaats. Geen enkele Belgische sporter haalde een medaille.

## Disciplines
Tijdens de Olympische Winterspelen van 1936 werden vier takken van sport beoefend. Zeventien onderdelen in acht disciplines stonden op het programma.
| Sport                | Discipline           | Onderdelen      | Onderdelen      | Onderdelen      | Onderdelen      |
| -------------------- | -------------------- | --------------- | --------------- | --------------- | --------------- |
| Schaatssport         | Kunstrijden          | mannen          | vrouwen         | paren           | paren           |
| Schaatssport         | Schaatsen            | 500 m (m)       | 1500 m (m)      | 5000 m (m)      | 10.000 m (m)    |
| Skisport             | Alpineskiën          | combinatie (m)  | combinatie (v)  | combinatie (v)  | combinatie (v)  |
| Skisport             | Langlaufen           | 18 km (m)       | 50 km (m)       | 4x10 km (m)     | 4x10 km (m)     |
| Skisport             | Noordse combinatie   | individueel (m) | individueel (m) | individueel (m) | individueel (m) |
| Skisport             | Schansspringen       | individueel (m) | individueel (m) | individueel (m) | individueel (m) |
| Sleesport            | Bobsleeën            | 2-mansbob (m)   | 4-mansbob (m)   | 4-mansbob (m)   | 4-mansbob (m)   |
| IJshockey            | IJshockey            | mannen          | mannen          | mannen          | mannen          |
| Demonstratiesporten  |                      |                 |                 |                 |                 |
| Militaire patrouille | Militaire patrouille | mannen          | mannen          | mannen          | mannen          |
| IJsstokschieten      | IJsstokschieten      | mannen          | mannen          | mannen          | mannen          |

### Mutaties
| Sport       | Nieuw                         | Verdwenen (t.o.v. 1932) | Wijzigingen/Opmerkingen |
| ----------- | ----------------------------- | ----------------------- | ----------------------- |
| Alpineskiën | combinatie (m) combinatie (v) |                         | nieuw, debuut           |
| Langlaufen  | 4x10 km estafette (m)         |                         | Nu 3 onderdelen         |
|             | 3                             | 0                       |                         |

## Medaillespiegel
Er werden 51 medailles uitgereikt. Het IOC stelt officieel geen medailleklassement op, maar geeft desondanks een medailletabel ter informatie. In het klassement wordt eerst gekeken naar het aantal gouden medailles, vervolgens de zilveren medailles en tot slot de bronzen medailles.
Elf landen haalden een medaille en ze staan allen in de top 10. Hierdoor staat het volledige klassement in de volgende tabel. Het gastland heeft een blauwe achtergrond en het grootste aantal medailles in elke categorie is vetgedrukt.
Zie de medaillespiegel van de Olympische Winterspelen 1936 voor de nadere details.
| Plaats | Land             | NOC | Goud | Zilver | Brons | Totaal |
| ------ | ---------------- | --- | ---- | ------ | ----- | ------ |
| 1      | Noorwegen        | NOR | 7    | 5      | 3     | 15     |
| 2      | Duitsland        | GER | 3    | 3      | 0     | 6      |
| 3      | Zweden           | SWE | 2    | 2      | 3     | 7      |
| 4      | Finland          | FIN | 1    | 2      | 3     | 6      |
| 5      | Zwitserland      | SUI | 1    | 2      | 0     | 3      |
| 6      | Oostenrijk       | AUT | 1    | 1      | 2     | 4      |
| 7      | Groot-Brittannië | GBR | 1    | 1      | 1     | 3      |
| 8      | Verenigde Staten | USA | 1    | 0      | 3     | 4      |
| 9      | Canada           | CAN | 0    | 1      | 0     | 1      |
| 10     | Frankrijk        | FRA | 0    | 0      | 1     | 1      |
| 10     | Hongarije        | HUN | 0    | 0      | 1     | 1      |

## Deelnemende landen

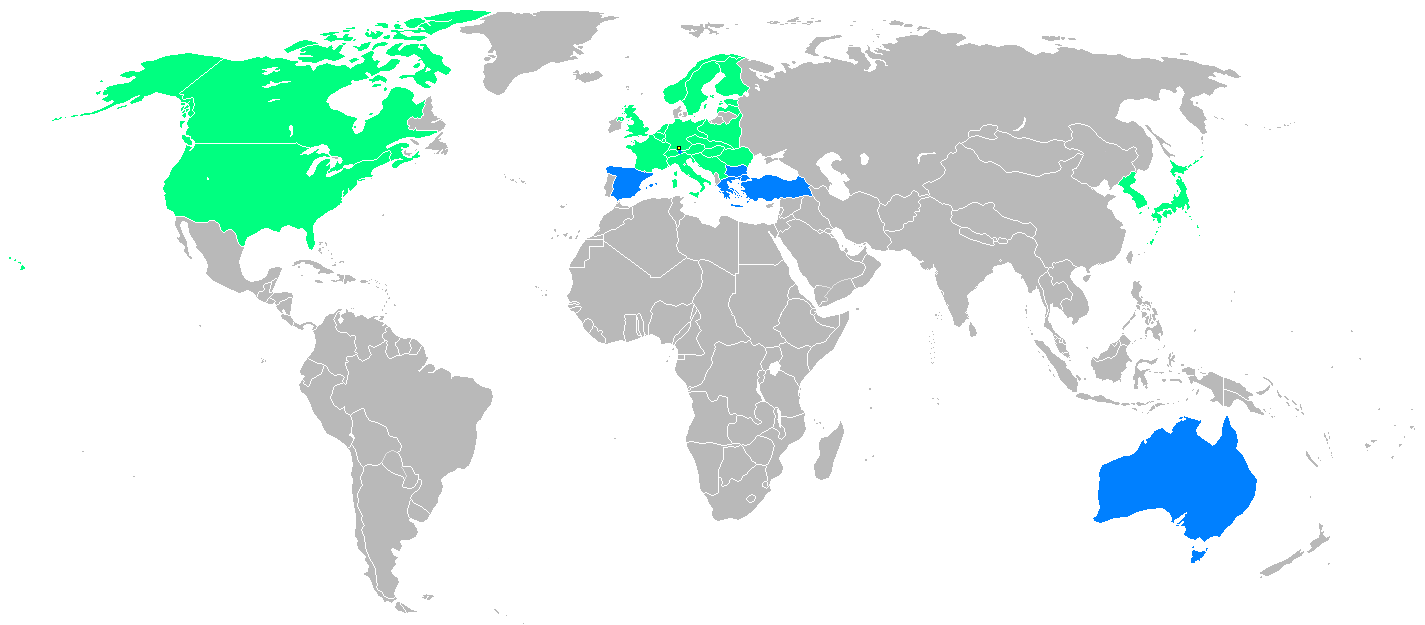

Achtentwintig landen namen deel aan de Spelen, het grootste aantal tot dan toe. Zes landen maakten hun debuut: Australië, Bulgarije, Griekenland, Liechtenstein, Spanje en Turkije. Estland, Joegoslavië, Letland en Nederland deden opnieuw mee nadat ze er vier jaar eerder niet bij waren.

## De XIe Olympiade en de propaganda van de nationaalsocialisten

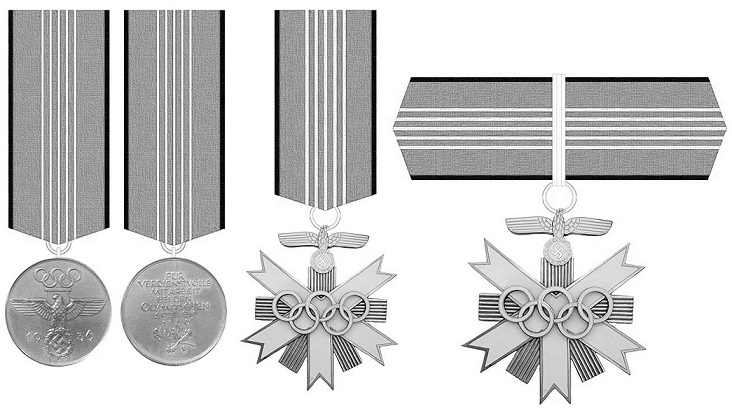
Het Duitse Reichsgesetzblatt publiceerde in 1936 de ontwerpen van de Eretekens

Het organiseren van Olympische Spelen in een land dat sinds 1933 een dictatuur was was in de democratisch geregeerde landen omstreden. Adolf Hitler moest beloven dat er geen onderscheid tussen de atleten van verschillende rassen zou worden gemaakt. Hitler ging verder want in het voorjaar en in de zomer van 1936 werden anti-Joodse maatregelen opgeschort. Borden met antisemitische teksten zoals die overal in Duitsland waren geplaatst werden tijdelijk weggehaald. In Nederland en Amerika werd opgeroepen om de Spelen te boycotten. Het leek er op dat in 1936 geen Nederlandse sporters naar Berlijn zouden afreizen, er was veel discussie binnen de ploeg of de atleten wel of niet moesten gaan. De geselecteerde hink-stap-springer Wim Peters, sprintster Tollien Schuurman, bokser Ben Bril en keeper Leo Halle zagen af van deelname maar het apolitieke Nederlands Nationaal Olympisch Comité besloot toch mee te doen. De Olympische Spelen waren nog nooit gebruikt voor boycotacties en politieke protesten. Dat Hitler en Goebbels van de Spelen een propagandastunt zouden maken was niet iedereen op voorhand duidelijk. Ook de Verenigde Staten deden uiteindelijk wél mee. De Nederlandse atleten hebben Hitler die de Spelen had geopend wel gegroet, maar zij gebruikten de olympische groet, die te veel op de Hitlergroet leek niet. Daarover was in de ploeg onderling gezegd: "Dàt doen we niet. We zijn géén racisten."
De nazi's lieten zich tijdelijk van hun sympathiekste kant zien. Namens de Verenigde Staten mochten ook Joodse en zwarte sporters meedoen aan de Spelen. Voor Duitsland mochten eerst alleen ariërs meedoen. Dit als uiting van de nazistische overtuiging van de superioriteit van dit ras. Later werd de half-Joodse schermster Helene Mayer alsnog toegelaten tot de Duitse ploeg. De olympische symbolen hingen overal zij aan zij met de hakenkruisvlaggen en andere nazistische symbolen. De fakkel met de olympische vlam werd voor het eerst in een estafette vanuit Griekenland naar het Reichssportfeld in Berlijn vervoerd. De laatste fakkeldrager liep daar tussen 110.000 in het gelid staande en de Hitlergroet brengende soldaten en toeschouwers door, terwijl de met een hakenkruis beschilderde zeppelin Hindenburg een gigantische nazivlag over het stadion drapeerde. Alle olympische accommodaties waren voorzien van tientallen rode nazivlaggen met hakenkruisen.
Veel atleten meenden dat het beleefd was om bij het binnenmarcheren van het olympisch stadion de Hitlergroet te brengen. Tijdens de Winterspelen in Garmisch-Partenkirchen had de Britse ploeg vanaf de eretribune de olympische groet gebracht. De aanwezige nazileiders Hitler, Göring en Goebbels meenden dat het om de Hitlergroet was gegaan en de omroeper riep dat "De Britten de Führer groeten met de Germaanse groet".
In Berlijn zagen de Britten af van een groet die verkeerd kon worden uitgelegd. Zij beperkten zich ditmaal tot een nauwelijks zichtbaar commando "ogen rechts". De atleten uit Griekenland en Frankrijk marcheerden wel met geheven armen door het Olympisch Stadion. Hoewel Duitsland en Frankrijk in 1870 en 1914 oorlogen hadden uitgevochten en Hitler Frankrijk en de Fransen in zijn Mein Kampf voor erfvijanden had uitgemaakt, reageerden de Duitsers enthousiast. "Nooit waren de Fransen populairder in Duitsland dan nu. Het was een demonstratie van kameraadschap en vredeswil", zo schreef een Duitse verslaggever in zijn krant.
De grote ster van de Zomerspelen van 1936 was de zwarte hardloper Jesse Owens, die 3 gouden medailles won. De Amerikaan won de sprint op de 100 m en de 200 m, de 4 x 100 m estafette en het verspringen. Hitler was niet blij met de zegereeks van Owens en verliet het stadion.
De regisseuse Leni Riefenstahl (1902-2003) draaide tijdens de Spelen haar film Olympia. De film bestaat uit twee delen: “Fest der Völker” en “Fest der Schönheit“. Het is een vier uur durend verslag van de Olympische Spelen in Berlijn en Garmisch. Hoewel er in het buitenland ook protesten te horen waren werd de film in Parijs op een filmfestival bekroond.
De film Olympia past in de “Körperkultur“, de verheerlijking van het menselijk lichaam, maar dan vooral van de Arische mens. Net als Triumph des Willens die tijdens een Rijkspartijdag in Neurenberg werd opgenomen wordt de film door velen gezien als nazipropaganda. Leni Riefenstahl bleef tot haar dood betogen dat het haar uitsluitend om de esthetiek van de sport te doen was geweest.
De nazi's waren zo tevreden over de Spelen dat Hitler duizenden Olympische Eretekens en Medailles liet uitreiken.